# Heterischnus solitarius
Heterischnus solitarius là một loài tò vò trong họ Ichneumonidae.